# سرطان كماني مدبب
سرطان كماني مدبب (الاسم العلمي: Uca acuta) هو نوع من الحيوانات يتبع جنس السرطان الكماني من فصيلة السرطانات الشبحية.